# 역가

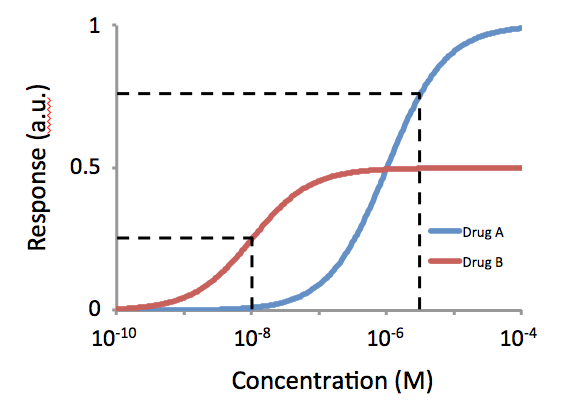
역가의 개념을 보여주는 농도-반응 곡선. 0.25au의 반응에 대해 약물 B는 더 낮은 농도에서 같은 반응을 생성하므로 더 강력하다. 0.75au의 반응에 대해 약물 A가 더 강력하다. au는 "임의 단위"를 나타낸다.

약리학 분야에서 역가(potency)는 주어진 강도의 효과를 생성하는 데 필요한 양으로 표현한 약물 활성을 나타내는 값이다. 역가가 매우 높은 약물 (예 : fentanyl, alprazolam, risperidone )은 낮은 농도에서 주어진 반응을 유발하는 반면, 낮은 역가의 약물 ( meperidine, diazepam, ziprasidone )은 더 높은 농도에서만 동일한 반응을 유발한다. 더 높은 역가가 반드시 더 많은 부작용을 의미하는 것은 아니다.
IUPHAR에서는 '역가'가 예를 들어 {\displaystyle {\ce {EC_{50}}}}, {\displaystyle {\ce {IC_{50}}}}, {\displaystyle {\ce {ED_{50}}}}, {\displaystyle {\ce {LD_{50}}}} 등등에 의하여"항상 추가로 정의되어야하는 부정확 한 용어" 라고 밝힌 바 있다.

## 같이 보기
- 반응 억제제 § 효능

## 참고 문헌
1. 1 2  Neubig, RR; Spedding, M; Kenakin, T; Christopoulos, A; International Union of Pharmacology Committee on Receptor Nomenclature and Drug, Classification (December 2003). “International Union of Pharmacology Committee on Receptor Nomenclature and Drug Classification. XXXVIII. Update on terms and symbols in quantitative pharmacology.”. 《Pharmacological Reviews》 55 (4): 597–606. doi:10.1124/pr.55.4.4. PMID 14657418.

## 추가 자료
- Harris, Robert (2012년 10월 9일). “Formulating High Potency Drugs”. 《Contract Pharma》. 2013년 11월 13일에 확인함.
- 《Integrated Pharmacology》 3판. St. Louis: Mosby. 2006. ISBN 978-0-323-04080-8.